# Kózki (Węgrów)
Pour les articles homonymes, voir Kózki.
Kózki (prononciation : [ˈkuski]) est un village polonais situé dans la gmina de Grębków de la Powiat de Węgrów et dans la voïvodie de Mazovie dans le centre-est de la Pologne. Le village comptait 174 habitants en 2011.
Il se situe à environ 3 kilomètres à l'est de Grębków, 16 kilomètres au sud de Węgrów, et 65 kilomètres à l'est de Varsovie.

## Histoire
De 1975 à 1998, le village appartenait à la voïvodie de Siedlce.